# Viaje del exilio republicano en el buque SS Massilia (1939)

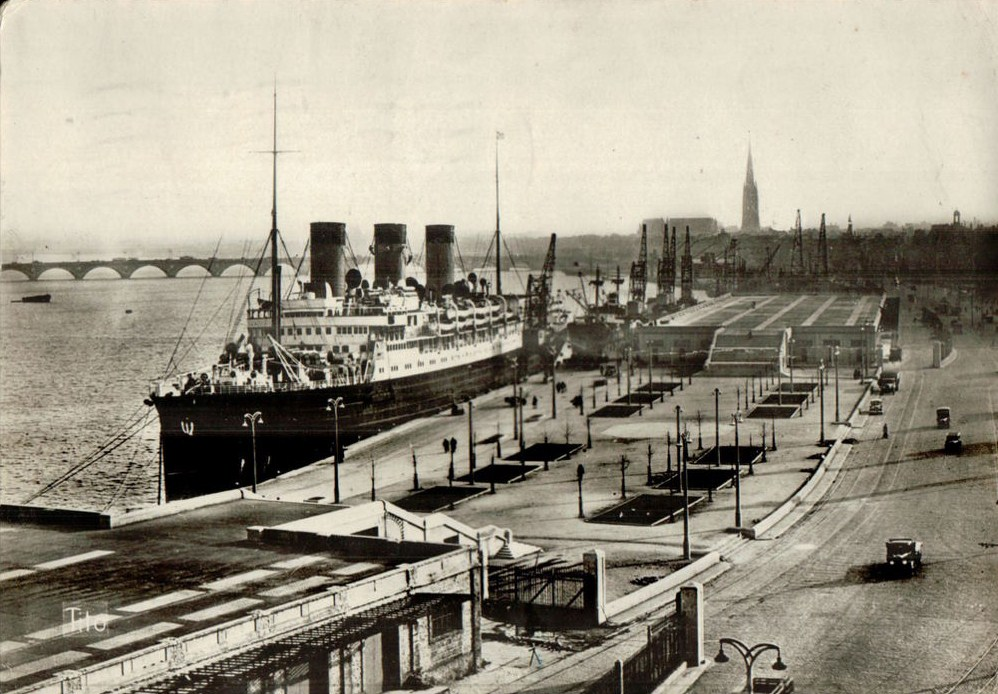
SS Massilia

Este viaje del vapor Massilia comenzó en el puerto industrial de La Pallice, en La Rochelle, el 19 de octubre de 1939 y finalizó al arribar a Buenos Aires el 5 de noviembre de 1939.
El vapor Massilia, cubría la ruta regular Burdeos-Buenos Aires hasta el estallido de la II Guerra Mundial en septiembre de 1939, fecha en la que realizó esta travesía en la que llevó a bordo 384 personas de diversas nacionalidades, la mayoría refugiados que huían de la guerra en Europa y, más de la mitad, republicanos españoles que se habían visto forzados a exiliarse en Francia tras la caída del gobierno republicano, entre los que destacaba un nutrido grupo de intelectuales, de diversas profesiones y oficios. Es por ello que fue considerado el barco de los intelectuales republicanos españoles.

## Los pasajeros
Esta expedición no fue planificada por organización alguna, y sus pasajeros —los exiliados republicanos y los demás— obtuvieron la información sobre la salida del barco y los requisitos administrativos gracias a sus redes personales. 
Entre los intelectuales que viajaron en el Massilia estaban, entre otros: el escritor, dramaturgo, y coplista Salvador Valverde; el periodista, escritor, y editor Arturo Cuadrado Moure; el abogado y escritor José Ruiz del Toro; el exdiputado de Izquierda Republicana Elpidio Villaverde; el pintor y escenógrafo Gregorio (Gori) Muñoz Montoro; la escritora Elena Fortún y su marido, el escritor y militar Eusebio de Gorbea Lemmi; el abogado y legislador Pere Coromines i Muntanya; el escultor Alberto Barral; el catedrático Wenceslao Roces; el pintor, escenógrafo y ceramista Manuel Ángeles Ortiz; el catedrático y filólogo Ramón Martínez López; los dibujantes Andreu Dameson y Mauro Cristóbal Artache; los pintores Ramón Hidalgo Pontones y Esteban Francés Cabrera; el director de cine Luis de la Fuente; el libretista de revista y dramaturgo Manuel Desco Sanz (conocido como Pascual Guillén); los periodistas Antonio Salgado y Salgado, Clemente Cimorra, Mariano Perla, y Miguel A. Carreta; el ingeniero José Arbex Pomareta; el militar de aviación Juan Aboal Aboal; el cineasta José Fernández Cañizares; los actores Severino A. Mejuto Carballo  y Ángel Giménez; la actriz teatral María del Carmen García Antón https://socompa.info/historias/la-ultima-actriz-de-garcia-lorca/; los médicos Manuel Conde López y Miguel Cadenas Rubio y la profesora Carmen Santaolalla.

## La partida
Quienes consiguieron un pasaje en el Massilia contaron con escasa información de la travesía. En principio solo conocían la posible fecha de partida, que en esta ocasión no partiría de Burdeos, y solamente fueron informados por la compañía naviera un par de días antes de zarpar de que el puerto de embarque sería La Pallice. En la fecha prevista el barco, pintado de gris para camuflarse, comenzó a efectuar el embarque. La ruta y las escalas que debería efectuar fueron comunicadas al comandante del buque cuando ya se encontraba en el mar por un oficial de la marina que se acercó en un pequeño barco. Estas y otras medidas de seguridad se adoptaron para evitar el ataque de submarinos alemanes, cuya presencia en el Atlántico hizo crecer el rumor de que el Massilia sería hundido antes de doblar el Cabo Finisterre.

## La travesía y los submarinos
La mayoría de los exiliados viajaban en tercera clase, en duras condiciones, en camarotes para seis personas del mismo sexo. 
Durante la travesía el barco —pintado de gris para confundirse con el océano—, evitaba ser visible a lo lejos, por lo que durante la noche permanecía en una total oscuridad. Asimismo el pasaje careció en absoluto de noticias del exterior, y se le prohibió cualquier tipo de correspondencia. 
Al poco de zarpar se recibió una comunicación indicando que había un submarino alemán en la costa portuguesa. El submarino conocía el itinerario tradicional del Massilia, pero la estrategia seguida fue navegar a toda máquina y variar ese itinerario zigzagueando. Gracias a la mayor velocidad del vapor, el submarino solo logró situarse a 7 millas del Massilia.
El buque no volvió a estar en peligro hasta arribar a la costa de Brasil. En su primera escala en Río de Janeiro le comunicaron la existencia de otro posible submarino, motivo por el cual se suspendió la escala en Santos y abandonó Río de Janeiro 8 horas antes de lo previsto.
La travesía se completó con normalidad realizando una segunda escala en Montevideo y llegando finalmente a Buenos Aires el 5 de noviembre de 1939, después de escapar a la amenaza de submarinos alemanes.
Ahora hay un campamento que se llama Ruta al Exilio.

## Recibimiento y acogida en Buenos Aires
De entre los republicanos españoles los pocos afortunados que tenían la condición de «antiguos residentes» o que disponían de una «carta de llamada» de sus familiares en Argentina, no tuvieron problemas para desembarcar, pero la mayoría —147— presentaban un visado en tránsito a otros países americanos —132 a Chile, 9 a Bolivia y 6 a Paraguay— y se veían obligados a proseguir viaje por ferrocarril a sus destinos, aunque su idea inicial fuera la de aprovechar la escala del vapor en el puerto de Buenos Aires para establecerse en Argentina. 
Las autoridades argentinas se mostraron reacias a acoger a los pasajeros en tránsito a otros países, que fueron obligados a permanecer en el barco hasta que no partieran a sus destinos finales, y ni el éxito de la misión del SS Massilia, salvándose de los submarinos nazis, ni las penosas condiciones del viaje las conmovieron. 
Esta situación provocó una campaña de prensa con fotos de los recién llegados retenidos en el barco saludando desde los ojos de buey a la población que se había congregado en el puerto para mostrarles su apoyo. Se acusó al Gobierno argentino de olvidar su tradicional política de asilo, y de negárselo a importantes intelectuales antifranquistas.  
La presión de la opinión pública forzó al Gobierno argentino a permitir que los españoles en tránsito a otros países desembarcaran y permanecieran en Argentina.  
En este sentido fue decisivo el trabajo del Diario Crítica y la acción decidida de su propietario-director Natalio Botana, que conocía a algunos de los viajeros del Massilia, y quien gestionó la residencia legal de los viajeros en el país, y brindó a varios de ellos puestos de trabajo y ayuda económica. 
Muchos de los intelectuales republicanos del Massilia se quedaron definitivamente a vivir en Argentina, convirtiéndose algunos de ellos en figuras destacadas de la cultura del país austral, aportando un valioso legado cultural, y convirtiendo su labor en una fuente de resistencia cultural frente al franquismo.

## El fin del Massilia
El Massilia tuvo una vida mucho más breve que la mayoría de los exiliados que llevó en aquel viaje, pues los alemanes convirtieron al barco en un hotel flotante y acabaron por hundirlo en el puerto de Marsella, antes de huir en 1944. 